# Montafoner Steinschaf
Das Montafoner Steinschaf ist eine österreichische Hausschafrasse der Steinschafe.

## Abstammung
Das mischwollige asaisonale Steinschaf ist hier mit wenig Bergamaskereinkreuzung eine autochthone Rasse aus dem Montafon. Die Rasse ist mit dem Bündner Oberländer Schaf verwandt und stammt, wie dieses, vom Torfschaf ab.

## Beschreibung
Im Verhältnis zu sonstigen Schafen kleiner und schlanker, genügsam und extrem widerstandsfähig. Ein guter Futterverwerter in hoher und steiler Lage. Beim Fell kommen verstärkt schwarze bis bräunliche und weiß-schwarz gescheckte Fellfarben vor, eher selten sind ganz weiße Schafe. Beide Geschlechter können behornt oder unbehornt sein.

## Bestand
Die Zahl dieser Zuchttiere ist leicht steigend, aber noch unter 150.